# Festival Internacional de Cinema de Xangai
Shanghai International Film Festival (Chinês: 上海国际电影节, francês: Festival international du film de Shanghai). Abreviado como SIFF, é um dos maiores festivais de cinema do Leste da Ásia.
Junto com o Tokyo International Film Festival, o SIFF é um dos maiores festivais de cinema da Ásia. O primeiro festival foi realizado de 14 de outubro de 1993, e foi realizado a cada dois anos até 2001. Em 2003 não houve festival, devido ao surto de SARS. Desde o seu início em 1993, o Shanghai International Film Festival cresceu e se tornou um festival de cinema de categoria internacional. O SIFF é organizado pela Administração Municipal de Cultura, Rádio, Filme & TV de Xangai e pela Shanghai Media & Entertainment Group.